# Bitwa pod Prochorowką
Bitwa pod Prochorowką (ros. Сражение под Прохоровкой, niem. Panzerschlacht bei Prochorowka) – bitwa pancerna stoczona 12–13 lipca 1943 w rejonie miejscowości Prochorowka, jako część bitwy na łuku kurskim na froncie wschodnim II wojny światowej.

## Historia
W kwietniu 1943 niemieckie dowództwo rozpoczęło przygotowania do operacji „Cytadela”, mającej na celu otoczenie i zniszczenie wojsk radzieckich w wybrzuszeniu kurskim. Radzieckie naczelne dowództwo, Stawka, znało niemieckie plany i rozpoczęło budowanie głęboko urzutowanej obrony na odcinkach planowanej niemieckiej ofensywy.
Daleko na swoich tyłach Armia Czerwona zgromadziła olbrzymie siły rezerwowe w postaci Frontu Stepowego gen. Iwana Koniewa, w skład którego wchodziła między innymi 5 Gwardyjska Armia Pancerna gen. Pawła Rotmistrowa i 5 Gwardyjska Armia gen. Aleksieja Żadowa. Zamierzano ich użyć do przeprowadzenia kontrofensywy po zatrzymaniu niemieckiego uderzenia. 5 lipca 1943 rozpoczęła się operacja „Cytadela”. Na południowym odcinku łuku kurskiego do ofensywy przystąpiła niemiecka 4 Armia Pancerna gen. Hermanna Hotha i nacierająca na jej prawej flance Grupa Operacyjna „Kempf” gen. Wernera Kempfa. Obronę przeciwko nim organizował radziecki Front Woroneski gen. Nikołaja Watutina.
1 Dywizja pancerna SS, wchodząca w skład kleszczy armii niemieckiej mających odciąć oddziały Armii Czerwonej w łuku kurskim, 11 lipca 1943 roku o godz. 5:00 ruszyła w stronę Prochorowki. Ponieważ niedaleko od Prochorowki przebiegała ostatnia linia radzieckiej obrony, gen. Watutin skierował w ten rejon 9 Dywizję Powietrznodesantową Gwardii wraz z kilkoma jednostkami czołgów i artylerii przeciwpancernej.
12 lipca 5 Gwardyjska Armia Pancerna zaatakowała II Korpus Pancerny SS z 4 Armii Pancernej SS-Oberstgruppenführera Paula Haussera, co doprowadziło do bitwy pancernej. Natarcie 5 Gwardyjskiej Armii Pancernej zostało jednak zatrzymane i nie udało jej się całkowicie zniszczyć sił II Korpusu Pancernego SS. Osiągnęła ona jednak cel strategiczny, ponieważ powstrzymała Niemców, uniemożliwiając im zajęcie Prochorowki, przełamanie trzeciej linii obronnej Armii Czerwonej i w efekcie wejście na głęboką strefę operacyjną wojsk radzieckich.
Ponieważ dowódcy niemieckich jednostek pancernych nie poinformowali dowództwa o zdobyciu Rżawca, przez pomyłkę zostali zbombardowani przez własne lotnictwo. Zabitych zostało kilku oficerów, a dowódca 6 Dywizji Pancernej został ranny.
Niemiecka ofensywa została następnie wstrzymana, a siły niemieckie wycofane na pozycje wyjściowe sprzed 5 lipca. Według większości źródeł w walkach pod Prochorowką wzięło udział około 1500 czołgów. Armia Czerwona w bitwie pod Prochorowką użyła około 850 czołgów, a armia niemiecka około 600 czołgów.
Uczestnicząca w bitwie na łuku kurskim (której częścią były walki pod Prochorowką) 3 Dywizja Pancerna SS „Totenkopf” straciła około 50 procent posiadanych czołgów i innych pojazdów. Uczestnik bitwy, gen. Rotmistrow wspominał starcie następująco: Pole bitwy wydawało się za małe dla setek opancerzonych maszyn. Grupy czołgów jeździły po stepie, kryjąc się w zaroślach i sadach. Wybuchy pocisków zlewały się w jeden ogłuszający ryk.... T-34 strzelały do Tygrysów z bliskiej odległości, bo niemieckie pancerze i działa nie sprawdzały się w walkach z bliska. Czołgi obu stron niemal najeżdzały na siebie. Niemcy stracili ponad 60 czołgów, a Armia Czerwona 328.
Starcie wojsk pancernych pod Prochorowką było punktem kulminacyjnym bitwy na łuku kurskim i zakończyło się (nie licząc fiaska planu zdobycia Prochorowki) utratą zdolności zaczepnej niemieckich wojsk pancernych.
3 sierpnia Armia Czerwona przeszła do generalnej kontrofensywy na południowym skrzydle łuku kurskiego i przejęła inicjatywę strategiczną na froncie wschodnim, którą utrzymała aż do końca II wojny światowej.

## Upamiętnienie
26 kwietnia 1995 dekretem prezydenta Rosji, Borysa Jelcyna obszar wokół Prochorowki został uznany za Państwowe Muzeum Wojenno-Historyczne o nazwie „Prochorowskie Pole” (ros. Государственный Военно-Историческый Музей-Заповедник „Прохоровское Поле”).

## Opinie o bitwie
Historycy Porter i Zbiniewicz podają, że w bitwie Armia Czerwona zniszczyła około 400 czołgów i dział pancernych a, armia niemiecka około 650.
Niemiecki dziennikarz Sven Felix Kellerhoff z „Die Welt”, stwierdził w 2019 roku, że w bitwie Armia Czerwona użyła 672 czołgów (wśród których były T-34, T-70 oraz brytyjskie Churchille), a armia niemiecka 186 czołgów, z czego ZSRR stracił 235, a III Rzesza tylko 5.
W odpowiedzi na publikację niemieckiego dziennikarza, rosyjski minister kultury Władimir Miedinski zarzucił Kellerhoffowi fałszowanie historii. Natomiast Robert Forczyk podaje, że korpusy pancerne dowodzone przez gen. Rotmistrowa utraciły 359 czołgów i dział pancernych (z których w okresie późniejszym wyremontowano 152), a niemieckie dywizje utraciły 10–12 czołgów PzKpfw IV i 1 PzKpfw VI Tygrys.